# Comunitat de municipis de l'Alt País Bigouden
La Comunitat de municipis de l'Alt País Bigouden (en bretó Kumuniezh kumunioù Gorre ar Vro Vigoudenn) és una estructura intercomunal francesa, situada al departament del Finisterre a la regió Bretanya, al País de Cornualla. Té una extensió de 211 kilòmetres quadrats i una població de 16.368 habitants (2006).

## Composició
Agrupa 10 comunes :
- Pouldreuzic
- Gourlizon
- Guiler-sur-Goyen
- Landudec
- Peumerit
- Plogastel-Saint-Germain
- Plonéour-Lanvern
- Plovan
- Plozévet
- Tréogat